# Live... In the Shadow of the Blues
| Recensione | Giudizio |
| ---------- | -------- |
| AllMusic   |          |

Live... In the Shadow of the Blues è un doppio album dal vivo del gruppo musicale britannico Whitesnake, pubblicato nel novembre del 2006 dalla SPV GmbH. 
L'album raccoglie il meglio del tour mondiale tenuto dal gruppo quello stesso anno. Sono inoltre presenti quattro tracce inedite registrate in studio.

## Tracce

### Disco 1
1. Bad Boys – 6:22 (David Coverdale, John Sykes)
2. Slide It In – 5:11 (Coverdale)
3. Slow an' Easy – 6:54 (Coverdale, Micky Moody)
4. Love Ain't No Stranger – 4:31 (Coverdale, Mel Galley)
5. Judgement Day – 5:34 (Coverdale, Adrian Vandenberg)
6. Is This Love – 4:58 (Coverdale, Sykes)
7. Blues for Mylene – 3:31 (Doug Aldrich)
8. Snake Dance – 2:03 (Coverdale, Aldrich)
9. Crying in the Rain – 5:46 (Coverdale)
10. Ain't No Love in the Heart of the City – 8:44 (Michael Price, Dan Walsh)
11. Fool for Your Loving – 4:51 (Coverdale, Moody, Bernie Marsden)
12. Here I Go Again – 5:53 (Coverdale, Marsden)
13. Still of the Night – 8:38 (Coverdale, Sykes)

### Disco 2
1. Burn / Stormbringer – 8:38 (Ritchie Blackmore, Coverdale, Jon Lord, Ian Paice)
2. Give Me All Your Love – 4:27 (Coverdale, Sykes)
3. Walking in the Shadow of the Blues – 5:10 (Coverdale, Marsden)
4. The Deeper the Love – 4:31 (Coverdale, Vandenberg)
5. Ready an' Willing – 5:41 (Coverdale, Moody, Neil Murray, Lord, Paice)
6. Don't Break My Heart Again – 6:08 (Coverdale)
7. Take Me with You – 7:50 (Coverdale, Moody)
8. Ready to Rock – 4:19 (Coverdale, Aldrich) – Inedito in studio
9. If You Want Me – 4:08 (Coverdale, Aldrich) – Inedito in studio
10. All I Want Is You – 4:12 (Coverdale, Aldrich) – Inedito in studio
11. Dog – 3:27 (Coverdale, Aldrich) – Inedito in studio
12. Crying in the Rain (versione estesa con l'assolo di batteria di Tommy Aldridge) – 12:25 (Coverdale) – Traccia bonus

## Formazione
- David Coverdale – voce
- Doug Aldrich – chitarre, cori
- Reb Beach – chitarre, cori
- Uriah Duffy – basso, cori
- Timothy Drury – tastiere, cori
- Tommy Aldridge – batteria